# Пюимироль
Пюимироль (фр., окситан. Puymirol) — коммуна на юго-западе Франции, в кантоне Ле-Зюд-Эст Ажено округа Ажен департамента Ло и Гаронна.

## География
Пюимироль находится в 14 километрах к юго-востоку от Ажена, на реке Сеуне. К северу от него лежат коммуны Сен-Мартен-де-Бювиль и Ла Совета-де-Севере, к северпо-востоку — коммуна Тюрак, к востоку — коммуна Первиль, на юге и юго-востоке коммуна Сен-Юрсиз, на юге коммуна Сен-Ромэн-ле-Нобль, на западе и юго-западе коммуна Сен-Пьер-де-Клерак и на северо-западе коммуна Сен-Капре-де-Лерм.

## История
Поселение Пюимироль было основано как укрепление-бастида в 1246 году. Во время религиозных войн во Франции в XVI столетии поддерживал гугенотов и короля Генриха Наваррского.
Во время оккупации Франции немецко-фашистскими войсками, 7 июня 1944 года, в соседней с Пюимиролем коммуне эсесовцами из танкового полка CC «Дер Фюрер» были казнены 11 местных жителей — участников Движения Сопротивления.

## Достопримечательности
- Церковь Нотр-Дам-Ле-Гранд-Кастель (XVII век)

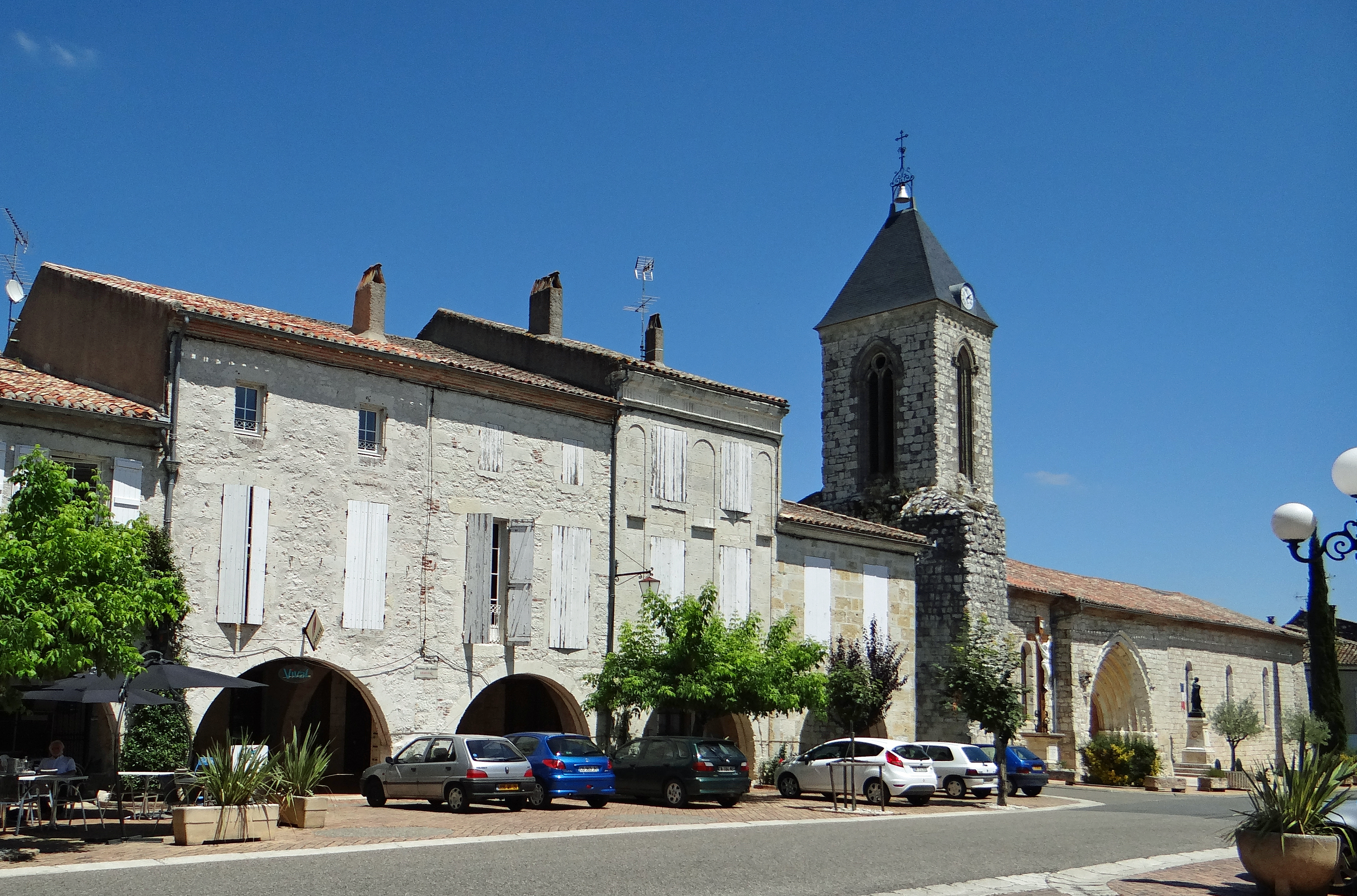
Церковь Нотр-Дам